# Karl Gustav Michanek
Karl Gustav (K.G.) Michanek, född 19 augusti 1909 i Gävle, Gävleborgs län, död 8 januari 1979 i Ingarö församling, Stockholms län
, var en svensk översättare och journalist.
K G Michanek var journalist på Expressen. Han var ordförande i Sveriges Journalistförbund 1953–1966.

## Vapengömmeaffären
I april 1965 hittade K G Michanek och Eric Sjöquist en nedgrävd låda vid Marma skjutfält med vapen av äldre modell som kunde knytas till en person som var aktiv inom Carlbergska stiftelsen. Expressen – med Per Wrigstad som ansvarig utgivare – hävdade i en artikelserie, som började publiceras den 11 maj 1965 att Carlbergska stiftelsen hade långtgående planer på en statskupp. Ett antal tidningar hängde på Expressens historia.
Flera personer i stiftelsen åtalades sommaren 1965, men det visade sig att uppgiftslämnaren var en mytoman som ville hämnas på vapengömmepersonen. Denne senare fick ett bötesstraff för olaga vapeninnehav.

## Privatliv
K G Michanek var son till Gustav Michanek och Selma Andersson. Han var bror till Ernst Michanek och kusin till Germund Michanek. Han var gift från 1935 med Gerd Herning 1912–1996 och far till Bengt Michanek.